# Rhagodoca paecila
Rhagodoca paecila är en spindeldjursart som beskrevs av Lodovico di Caporiacco 1941. Rhagodoca paecila ingår i släktet Rhagodoca och familjen Rhagodidae. Inga underarter finns listade i Catalogue of Life.